# Hugo Chávez
Hugo Chávez (n. 28 iulie 1954 - d. 5 martie 2013) a fost președintele Venezuelei din 2 februarie 1999 până la moartea sa de pe 5 martie 2013. El a fost anterior liderul partidului politic Mișcarea a Cincea Republică de la înființarea sa din 1997 până în 2007, atunci când a fuzionat cu mai multe partide pentru a forma Partidul Socialist Unit din Venezuela (PSUV), pe care l-a condus până la moartea sa. Urmând propria ideologie politică de Bolivarianism și „socialism al secolului XXI-lea”, el s-a concentrat pe implementarea unor reforme socialiste în țară ca o parte a unui proiect social, cunoscut sub numele de Revoluția Bolivariană, care prevedea punerea în aplicare a unei noi constituții, consiliile democrației participative, naționalizarea mai multor industrii-cheie, creșterea fondurilor publice de îngrijire a sănătății și educației și reducerea semnificativă a sărăciei, după datele guvernului.
El s-a născut în orașul Sabaneta. Fiind un critic al neoliberalismului economic, globalizării  dar și a politicii externe a SUA, el a promovat socialismul și colaborarea latino-americană. La 7 octombrie 2012, Chavez a câștigat alegerile prezidențiale din țara sa pentru a patra oară succesiv, învingându-l pe Henrique Capriles Radonski fiind astfel ales pentru un nou mandat de șase ani.
Pe 30 iunie 2011, Chavez a declarat că a avut o recuperare medicală după o operație pentru eliminarea unei tumori canceroase. El a cerut o a doua operație în decembrie 2012. El a fost învestit în funcție la 10 ianuarie 2013, Adunarea Națională a Venezuelei fiind de acord să amâne inaugurarea sa și să-i dea timp pentru o recuperare și revenire dintr-o călătorie cu scopul de a se trata în Cuba. Chávez a murit pe 5 martie 2013, la o vârstă de 58 de ani.